# Ophioglossum ovatum
Ophioglossum ovatum là một loài dương xỉ trong họ Ophioglossaceae. Loài này được Bory mô tả khoa học đầu tiên năm 1804.